# Boluo
Boluo is een stad in de prefecuur Huizhou in de provincie Guangdong van China. Bij de volkstelling van 2020 had de stad 712.593 inwoners.
Boluo ligt tussen de grote steden Donggang en Huizhou en is onderdeel van de Parelrivierdelta, de grootste metropool op Aarde.